# Pollenza
Pollenza là một đô thị ở tỉnh Macerata ở vùng Marche, có vị trí cách khoảng 40 km về phía tây nam của Ancona và khoảng 9 km về phía tây nam của Macerata. Tại thời điểm ngày 31 tháng 12 năm 2004, đô thị này có dân số 6.086 người và diện tích là 39,5 km².
Pollenza giáp các đô thị: Macerata, San Severino Marche, Tolentino, Treia.